# ميرزا محمد كركي
ميرزا محمد مهدي كركي (بالفارسية: میرزا محمد مهدی کرکی) كان الصدر الأعظم للدولة الصفوية في الفترة ما بين سنتي 1661 حتى 1669، وكان قبل ذلك «صدر الممالك» في الدولة المذكورة، أي ما يقوم مقام وزير الشؤون الدينية المُعاصر. تُوفي في السنة الأخيرة.